# Ciprian Porumbescu
Ciprian Porumbescu, nato Cyprian Gołęmbiowski (Şipotele Sucevei, 14 ottobre 1853 – Stupca, 6 luglio 1883), è stato un compositore romeno.

## Biografia
Figlio di Iraclie Gołęmbiowski (che modificò il proprio cognome che ne tradiva le origini probabilmente polacche con la sua traduzione in romeno), studiò musica a Suceava e Cernăuţi, andando poi a perfezionarsi al Konservatorium für Musik und darstellende Kunst di Vienna, sotto la guida di Anton Bruckner e Franz Krenn.
Nonostante la sua breve vita, fu uno dei più celebrati compositori romeni della sua epoca. Le sue composizioni più note sono l'operetta Crai nou (Luna nuova), Trei culori, Rapsodia romana pentru orchestra (Rapsodia romena per orchestra), Balada pentru vioară si orchestră (Ballata per violino e orchestra, Op. 29), Serenada (Serenata). Compose inoltre la musica per l'inno Pe-al nostru steag e scris Unire, che venne usata per l'inno nazionale dell'Albania, Hymni i Flamurit.
Nella vita privata non riesce a sposare Berta Gordon, la figlia del prete evangelista del paese natale, a causa di controverse familiari di entrambe le parti.
La sua precaria  salute lo porta anche in Italia, a Nervi, da dove però l'amore di patria lo riporta, prima di morire, in Romania.
Imprigionato e poi confinato dalle autorità austriache per la sua attività politica, compose al confino gran parte delle sue opere e morì a 29 anni nel villaggio di Stupca, che successivamente in suo onore venne chiamato Ciprian Porumbescu.